# Puerta de Gallegos
La puerta de Gallegos fue una puerta de acceso situada en el tramo occidental de las murallas de Córdoba (España). Se encontraba situada en la actual confluencia entre la calle Concepción y el Paseo de la Victoria. Esta puerta fue una de las más importantes de la ciudad ya que era la salida hacia Sevilla a través de la Vía Augusta, por lo que fue utilizada desde su construcción en época romana hasta su demolición en el siglo XIX.

## Historia
La puerta original fue construida en época romana, denominada Porta Principalis Sinistra por ser la puerta occidental de la ciudad, y por la cual pasaba la Vía Augusta que unía Corduba con Hispalis. Durante el dominio árabe recibió el nombre de Bab al-Amir. Los árabes la reconstruyeron con sillares de piedra franca almohadillados y dos colosales columnas a los lados; los capiteles de estas eran romanos, lo cual hace sospechar fueron restos de la puerta anterior.
Después de la conquista cristiana, le hicieron nueva la parte superior colocándole en el centro las armas de Castilla y, a los lados, en los frentes de unas acróteras que tenía la decoración, le pusieron los escudos de Córdoba.
En 1755 sufrió grandes desperfectos debido al terremoto de Lisboa, debido a lo cual fue reedificada con la forma que mantuvo hasta 1864.
En abril de 1863 comienza el derribo de la puerta Gallegos como parte del adecentamiento de la zona como la construcción de la avenida del Gran Capitán. En el año 1864 fue derribada totalmente para ensanchar la salida hacia el Paseo de la Victoria y facilitar el tránsito de las personas y mercancías, especialmente en los días de la Feria de Nuestra Señora de la Salud.

## Topónimo
El nombre que recibe la Puerta de Gallegos, tiene dos diferentes hipótesis:
- Esta fue la entrada de las tropas gallegas que acompañaron a Fernando III en el año 1236 en la conquista de Córdoba.[1]
- La Puerta de Gallegos era el sitio donde se reunían los gallegos especialistas en el traslado de bultos.[1]